# Rio Colbe
O rio Colbe (em armênio: Կողբ; romaniz.: Kołb) ou Colba (Կողբա, Kołba) é um rio binacional, compartilhado pela Armênia e pelo Azerbaijão. No território armênio, percorre a província de Tavuxe. É um tributário da margem direita do rio Cura e nasce nas encostas nordeste das montanhas Vosquepar. Possui um comprimento de 45 quilômetros, dos quais 21 quilômetros pertencem à Armênia. Deságua no Cura no distrito de Gazaque, no Azerbaijão. Seu curso inferior, em solo azeri, é chamado Injassu. É abastecido com degelo e chuva e há inundações na primavera. Há fluxos frequentes de lama. Seu curso superior é coberto por florestas.